# St. Bonifatius (Lingen)

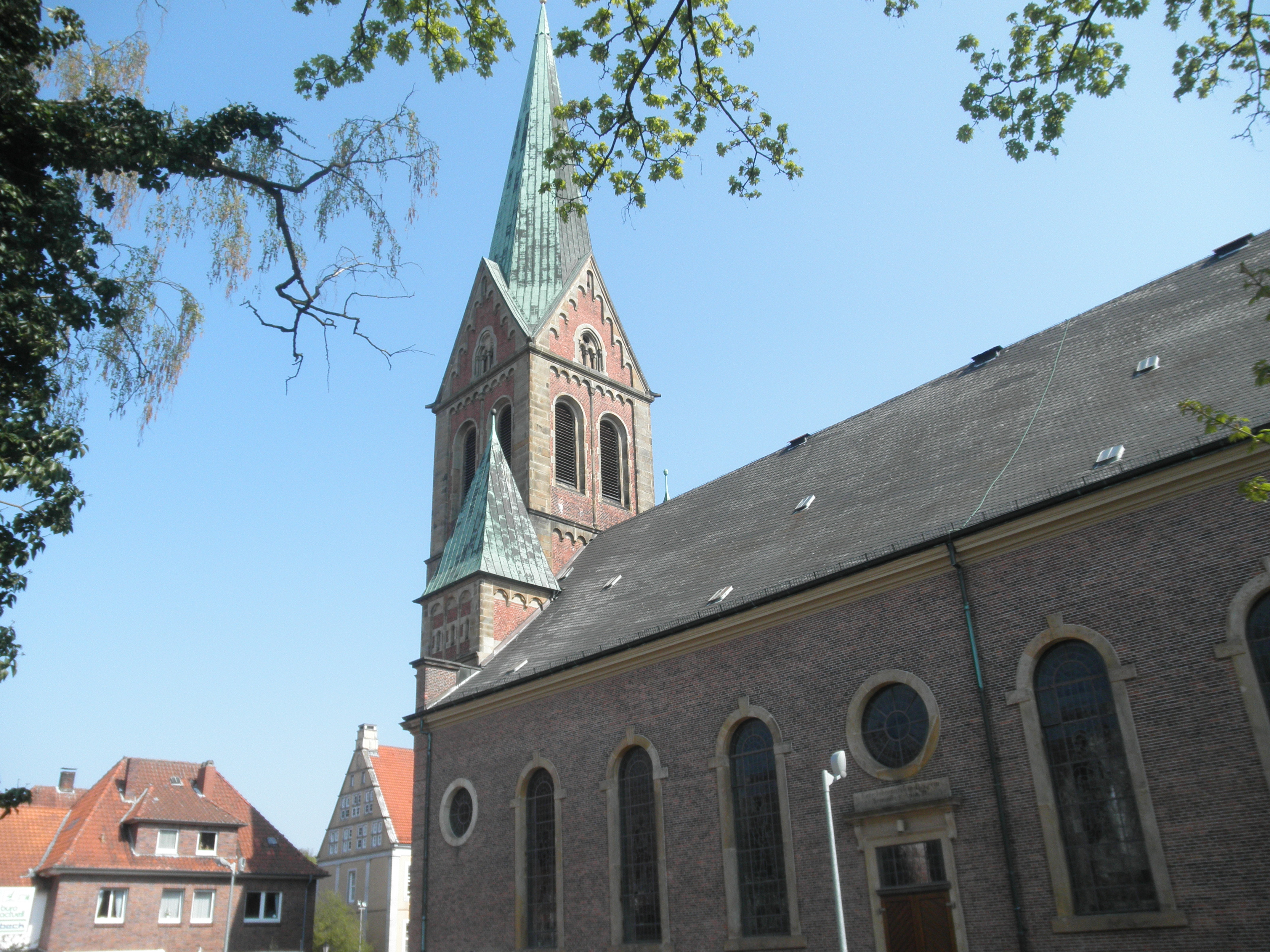
St.-Bonifatius-Kirche Lingen

St. Bonifatius ist die katholische Kirche in der Altstadt von Lingen (Ems). Sie ist die Pfarrkirche der St.-Bonifatius-Gemeinde und gehört zum Dekanat Emsland Süd des Bistums Osnabrück. Außer für die regelmäßig stattfindenden Gottesdienste wird die Bonifatiuskirche vor allem für Orgelkonzerte an der überregional bekannten Fischer-&-Krämer-Orgel genutzt.

## Geschichte und Architektur
Im 18. Jahrhundert gestattete die Regierung Preußens, zu dem Lingen seit 1702 gehörte, den Katholiken, sich in der Nähe des Burgtores eine Behelfskirche einzurichten. Ein umgebauter Stall, dem auf Anordnung der Obrigkeit weder Glocken noch ein Turm hinzugefügt werden durften, bot 700 Personen Platz und diente von 1717 bis 1836 als Gotteshaus.
Von der heutigen Bonifatiuskirche wurde zunächst das Langhaus mit Chor in den Jahren 1833–1836 vom Haselünner Architekten Josef Niehaus in klassizistischer Bauweise errichtet. Das meiste für den Bau der Kirche benötigte Material wurde über die Ems nach Lingen geschifft. In den Jahren 1904–1906 wurde ein 64 m hoher, neuromanischer Turm vor den klassizistischen Fassadengiebel gesetzt, der von zwei kleinen Türmen flankiert wird. Der Entwurf stammte von Ludwig Becker aus Mainz.
Der alte Chorraum wurde im Jahre 1907 durch einen Neubau, ebenfalls im Stil der Neuromanik, ersetzt. Er besitzt eine halbrunde Apsis und wird von zwei Sakristeiräumen flankiert. Die Entwürfe hierzu stammten ebenfalls von Becker sowie dem Architekten Wilhelm Sunder-Plassmann aus Münster (nach Köster nur von Letzterem). Ebenfalls aus dieser Zeit stammt der Hochaltar und die beiden Seitenaltäre, die von Heinrich Seling gestaltet wurden.
Von 1921 bis 1933 zu seiner Versetzung nach St. Michael in Leer war Heinrich Schniers Kaplan an St. Bonifatius; am 3. April 1942 wurde er in das KZ Dachau verschleppt. Keine fünf Monate später, am 30. August 1942, starb er dort an Hunger und überschwerer Arbeit. Seine Urne wurde am 14. Oktober 1942 in seinem Geburtsort Wippingen (Emsland) beigesetzt. Heinrich Schniers war der Heimatpfarrer des sel. Lübecker Märtyrers Kaplan Hermann Lange.
1994 wurde die Kirche umfassend renoviert.
Von Ostern 2021 an war die Kirche erneut wegen einer umfangreichen Renovierung geschlossen, die Wiedereröffnung erfolgte am 19. Dezember 2021 mit einer Heiligen Messe durch Bischof Franz-Josef Bode. Die Arbeiten betreffen den Innenputz sowie -anstrich und die elektrische Anlage, insbesondere die Beleuchtung. Auch das Dach des Langschiffs sowie des Chores erhielten eine neue Eindeckung, ebenso werden Reparaturen am Dachstuhl vorgenommen.

## Glocken
Nach der Fertigstellung des Turmes wurde ein Geläut aus fünf Glocken angeschafft, das am 29. Oktober 1906 zum ersten Mal erklang. Im Ersten Weltkrieg auf Grund seiner herausragenden Qualität verschont, wurde es jedoch im Zweiten Weltkrieg abgegeben und eingeschmolzen.
Im August 1948 wurden von der Firma Albert Junker aus Brilon fünf neue Glocken geliefert.
| Name                                      | Gewicht | Durchmesser | Ton |
| ----------------------------------------- | ------- | ----------- | --- |
| Adolf Kolping                             | 2212 kg | 1,57 m      | C′  |
| Christus, König der Welt                  | 1342 kg | 1,32 m      | Es′ |
| Maria, Hilfe der Christen                 | 903 kg  | 1,18 m      | F′  |
| Heiliger Joseph, Vater der Armen          | 622 kg  | 1,05 m      | G′  |
| Heiliger Bonifatius, Apostel Deutschlands | 390 kg  | 0,88 m      | B′  |

## Orgel
Im Eingangsbereich der Kirche befindet sich die klassizistische Orgelempore. Ursprünglich wurde die Orgel im Jahre 1836 vom Orgelbauer Brinkmann aus Herford gebaut. Aus dieser Zeit sind der Prospekt sowie das Register Gedackt 16′ erhalten. Diese erste Orgel umfasste 23 Register mit zwei Manualen und Pedal. 1885 wurde die Orgel durch die Firma Fleiter aus Münster fast komplett neu erbaut und erhielt 27 Register. Nach kleineren Änderungen in den Jahren 1910 und 1950 wurde sie in den Jahren 1972/1973 wiederum unter Beibehaltung einiger Register erweitert. Die Arbeiten wurden von der Orgelbauanstalt Gebrüder Stockmann aus Werl ausgeführt.
In Voraussicht auf den dreimanualigen Ausbau der Orgel wurden im Jahre 1986 drei (nach selber Quelle: vier) Pedalregister eingebaut und die baulichen Voraussetzungen für ein großes Schwellwerk geschaffen. Nach der Kirchenrenovierung 1994 wurde dieses durch die Firma Fischer & Krämer aus Endingen eingebaut.
Die letzte Erweiterung fand im Jahre 2005 statt: Es wurden drei Hochdruckregister (der sog. Bonifatiuschor) als Solowerk auf einer eigenen Windlade geschaffen. Diese Arbeiten wurden ebenfalls von der Firma Fischer & Krämer durchgeführt.
Die Orgel ist für die Interpretation von Stilrichtungen seit Johann Sebastian Bach und insbesondere der Werke des 19. und 20. Jahrhunderts geeignet. Seit ihrem großen Umbau 1995 finden regelmäßig Tonaufnahmen von Orgel- und Chorwerken statt.
Die Spieltraktur der Orgel ist mechanisch, ihre Registertraktur elektrisch. Bis auf die Normalkoppeln I/II/P, die mechanisch arbeiten, sind alle andere Koppeln elektrisch.
Nach Abschluss der aktuellen Kirchenrenovierung wird auch die Orgel generalüberholt. Dabei werden zwei neue Register eingefügt (Klarinette und Röhrenglockenspiel). Die Arbeiten werden von der Firma Vleugels (Hardheim) durchgeführt.
Die Orgel hat folgende Disposition:
| I Hauptwerk C–g3 |        |
| Violon           | 16′    |
| Bourdon          | 16′    |
| Principal        | 08′    |
| Bourdon          | 08′    |
| Fugara           | 08′    |
| Octave           | 04′    |
| Rohrflöte        | 04′    |
| Salicet          | 04′    |
| Oktave           | 02′    |
| Mixtur IV        | 01 ⁄3′ |
| Zimbel II        | 02⁄3′  |
| Basson           | 16′    |
| Trompete         | 08′    |
| Tremulant        |        |

| II Oberwerk C–g3 |         |
| Gedackt          | 16′     |
| Violon Principal | 08′     |
| Flaut major      | 08′     |
| Hohlflöte        | 08′     |
| Gambe            | 08′     |
| Principal        | 04′     |
| Pastoralflöte    | 04′     |
| Nasard           | 02 ⁄3′  |
| Nachthorn        | 02′     |
| Tierce           | 01 3⁄5′ |
| Flageolet        | 01′     |
| Mixtur III       | 01′     |
| Basson           | 16′     |
| Krummhorn        | 08′     |
| Tremulant        |         |

| III Schwellwerk C–g3 |        |
| Gedackt              | 16′    |
| Principal            | 08′    |
| Flute harmonique     | 08′    |
| Hohlflöte            | 08′    |
| Salicional           | 08′    |
| Vox coelestis II     | 08′    |
| Oktave               | 04′    |
| Orchesterflöte       | 04′    |
| Octavin              | 02′    |
| Larigot              | 01 ⁄3′ |
| Grand Cornet V       | 08′    |
| Plein jeu VI         | 02 ⁄3′ |
| Glockenzymbel III    | 02⁄3′  |
| Basson               | 16′    |
| Trompette            | 08′    |
| Hautbois             | 08′    |
| Vox humana           | 08′    |
| Clairon              | 04′    |
| Tremulant            |        |

| Bonifatiuschor (Solowerk) C–g3 |    |
| Lange Flöte                    | 8′ |
| Trompete (Hermannshorn)        | 8′ |
| Klarinette                     | 8′ |
| Clairon F. B.                  | 4′ |
| Glockenspiel                   |    |

| Pedal C–f1 |         |
| Untersatz  | 32′     |
| Principal  | 16′     |
| Violon     | 16′     |
| Subbaß     | 16′     |
| Gedackt    | 16′     |
| Quinte     | 10 2⁄3′ |
| Octave     | 08′     |
| Hohlflöte  | 08′     |
| Gemshorn   | 08′     |
| Cello      | 08′     |
| Octave     | 04′     |
| Mixtur IV  | 02 ⁄3′  |
| Bombarde   | 32′     |
| Posaune    | 16′     |
| Basson     | 16′     |
| Trompete   | 08′     |
| Klarine    | 04′     |

- Koppeln: II/I, III/I, III/I 16′, III/I 4′, I/P, II/P, III/P, III/P 4′, III/III 16′, III/III 4′, III/II, III/II 16′, III/II 4′, Solo/I, Solo/II, Solo/P, Solo/P 4′
- Spielhilfen: 2×1024-facher Setzer mit Folgeschaltung, Walze, Schwelltritt

### Aufnahmen/Tonträger
- Josef Gabriel Rheinberger: Kammermusik mit Orgel. Anke Nießing (Violine), Olaf Nießing (Cello), Joachim Diedrichs (Orgel). CD. Cantate, 2001.
- Franz Liszt: Ad nos ad salutarem undam; Julius Reubke: Sonate 94. Psalm. Julian Bewig (Orgel). Classicophon Musikproduktion, 2006.